# Нојштат на Мајни
Нојштат на Мајни (њем. Neustadt am Main) општина је у њемачкој савезној држави Баварска. Једно је од 40 општинских средишта округа Мајна-Шпесарт. Према процјени из 2010. у општини је живјело 1.278 становника. Посједује регионалну шифру (AGS) 9677166.

## Географски и демографски подаци
Нојштат на Мајни се налази у савезној држави Баварска у округу Мајна-Шпесарт. Општина се налази на надморској висини од 150 метара. Површина општине износи 19,8 km². У самом мјесту је, према процјени из 2010. године, живјело 1.278 становника. Просјечна густина становништва износи 65 становника/km².